# Codificação estatística
Em Estatística, a Codificação é a transformação dos dados que visa facilitar o seu tratamento informático. Criando categorias de resposta , identificada com um símbolo, numérico ou alfanumérico, é possível distribuir os dados obtidos pelas categorias formadas.
A codificação pode ser feita:
- antes da aplicação do questionário - podendo ser, inclusivamente, realizada aquando da sua elaboração -, a qual é adequada para questões fechadas;
- depois da aplicação do questionário, sendo adequada para questões fechadas mas especialmente para abertas, uma vez que não se consegue antecipar as respostas que surgirão.